# Каплан, Илья Яковлевич
Илья Яковлевич Каплан (род. 27 июня 1986, Тула) — российский футболист, полузащитник.

## Биография
Воспитанник футбольной школы тульского «Арсенала», тренер — Юрий Павлов. Сыграл один матч за юношескую сборную России.
На взрослом уровне дебютировал в 2003 году в составе тульского «Динамо» во втором дивизионе. В 2004—2006 годах выступал за основной состав тульского «Арсенала», в том числе в 2004 году сыграл один матч в первом дивизионе, затем два сезона провёл во втором дивизионе.
В 2007 году выступал за латвийский клуб «Юрмала», сыграл в чемпионате Латвии 11 матчей и забил один гол. Автором гола стал 20 мая 2007 года в игре с «Олимпом» (5:0).
После возвращения в Россию играл за любительские команды Тулы и Тульской области, в том числе в 2008 году выступал за «Арсенал», игравший в то время в любительских соревнованиях. Неоднократно становился чемпионом Тульской области, лучшим бомбардиром областного чемпионата по футболу и мини-футболу. Два сезона провёл в профессиональных соревнованиях, выступая за «Истру» и «Мостовик-Приморье».
В 2009 году принимал участие в Маккабиаде в составе российской сборной.
Завершил карьеру в 2016 году из-за травм.
Окончил ТГПУ имени Л. Н. Толстого.